# Mobula thurstoni
La raya diablo de aleta curva, manta espinosa, Cubana de lomo azul, Chupasangre, manta doblada o murciélago (Mobula thurstoni) es una especie de la familia Myliobatidae del grupo de rayas Myliobatiformes.

## Descripción
Mobula thurstoni es una especie de tamaño moderado, en promedio de 135 cm de ancho de disco, con un máximo reportado de 183 cm. Puede pesar hasta 200 kg y se estima que podría vivir mínimo 10 años. Presenta una cabeza corta y aletas cortas, la punta de las aletas dorsales son blancas y no presenta espinal caudal. Las aletas pectorales tienen puntas inclinadas hacia atrás y con una doble curvatura prominente hacia los márgenes frontales. También, se observa que el margen anterior de las aletas pectorales tiene una doble curvatura distintiva con un sombreado gris en la curva. Mientras la parte dorsal de la especie es de color malva obscuro a gris azulado, la parte ventral es blanca con brillo marrón plateado en los extremos distales de las aletas pectorales. Se observa una banda negra gruesa en la parte superior de la cabeza que se extiende de ojo a ojo, claramente más obscura que el color de fondo circundante. Tiene la cola más corta que el ancho de disco.

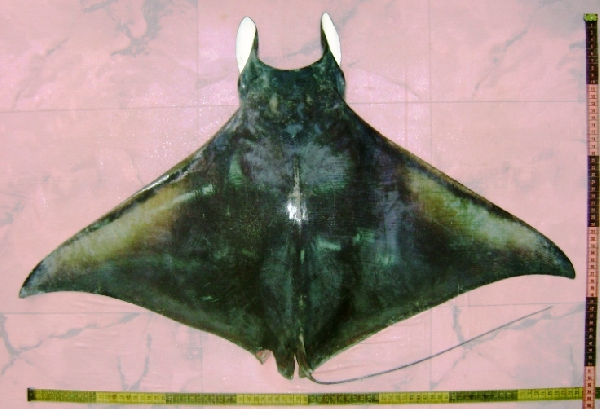
Individuo de Mobula thurstoni

## Distribución y hábitat
Mobula thurstoni se encuentra en regiones circuntropicales de todos los océanos, abarcando desde Japón, Baja California y las Islas Canarias en el norte, hasta Australia Occidental, Sudáfrica, Chile y Uruguay en el sur entre las latitudes 45°N y 43°S. Se distribuye en aguas neríticas y oceánicas desde la superficie y 100 metros y se acerca a la costa ocasionalmente, especialmente alrededor de islas oceánicas, pináculos y montes submarinos (Weigmann, 2016).

## Alimentación
Mobula thurstoni presenta una dieta muy especializada y se alimenta casi exclusivamente del eufásido Nyctiphanes simplex, siendo la especie más abundante de eufásido en el área en el verano y en de especie de mysido planctónico en el invierno, lo que destaca un cambio de dieta en función de la disponibilidad en alimentos durante el año (Notarbartolo-Di-Sciara, 1988; Rohner et al., 2017).

## Reproducción
Es similar a la de algunos tiburones. El macho dispone de un órgano transmisor de esperma que se desarrolla a lo largo de la parte interior pélvica; cada uno tiene un conducto a través del cual el esperma se transfiere a la hembra, donde se produce la fertilización.
Durante el cortejo, uno o más machos persiguen a la hembra. Al final el macho ganador agarra una de las aletas de la hembra entre sus dientes y presiona su vientre contra el de ella, flexiona uno de sus claspers y lo introduce en la abertura de la hembra.
La especie tiene solo una cría por camada con una talla al nacer de 65-85 centímetros de ancho de disco. Se estima un ciclo reproductivo con una duración de uno a dos años. Los individuos de Mobula thurstoni alcanzan la madurez sexual a partir de los 150 cm de AD para ambos sexos (Serrano-López et al., 2021; White et al., 2006). Se han encontrado hembras adultas con marcas de reproducción recientes y se ha observado la actividad de reproducción dentro del Golfo de California entre los meses de junio a agosto.

## Amenazas
Debido al creciente comercio internacional de placas branquiales de rayas mobulidos, que ha provocado la expansión de pesquerías mayormente no reguladas y no monitoreadas, junto con su sensibilidad a la presión pesquera incluso moderada por sus extremadamente bajas tasas de reproducción, Mobula thurstoni, fue recientemente catalogada como en peligro de extinción en la Lista Roja de Especies Amenazadas de la UICN. Se han reportado desembarques en Indonesia, Filipinas, México y Brasil, y es probable que también se desembarque en otros lugares como África Occidental. La tendencia de la población es desconocida, pero se informa que el pez es poco común. En el Golfo de California, es la especie, con Mobula mobular, que cuenta más como pesca incidental en las pesquerías industriales.

## Depredadores
Además del ser humano, sus depredadores suelen ser tiburones y grandes odontocetoss como las orcas.